# Fòssil

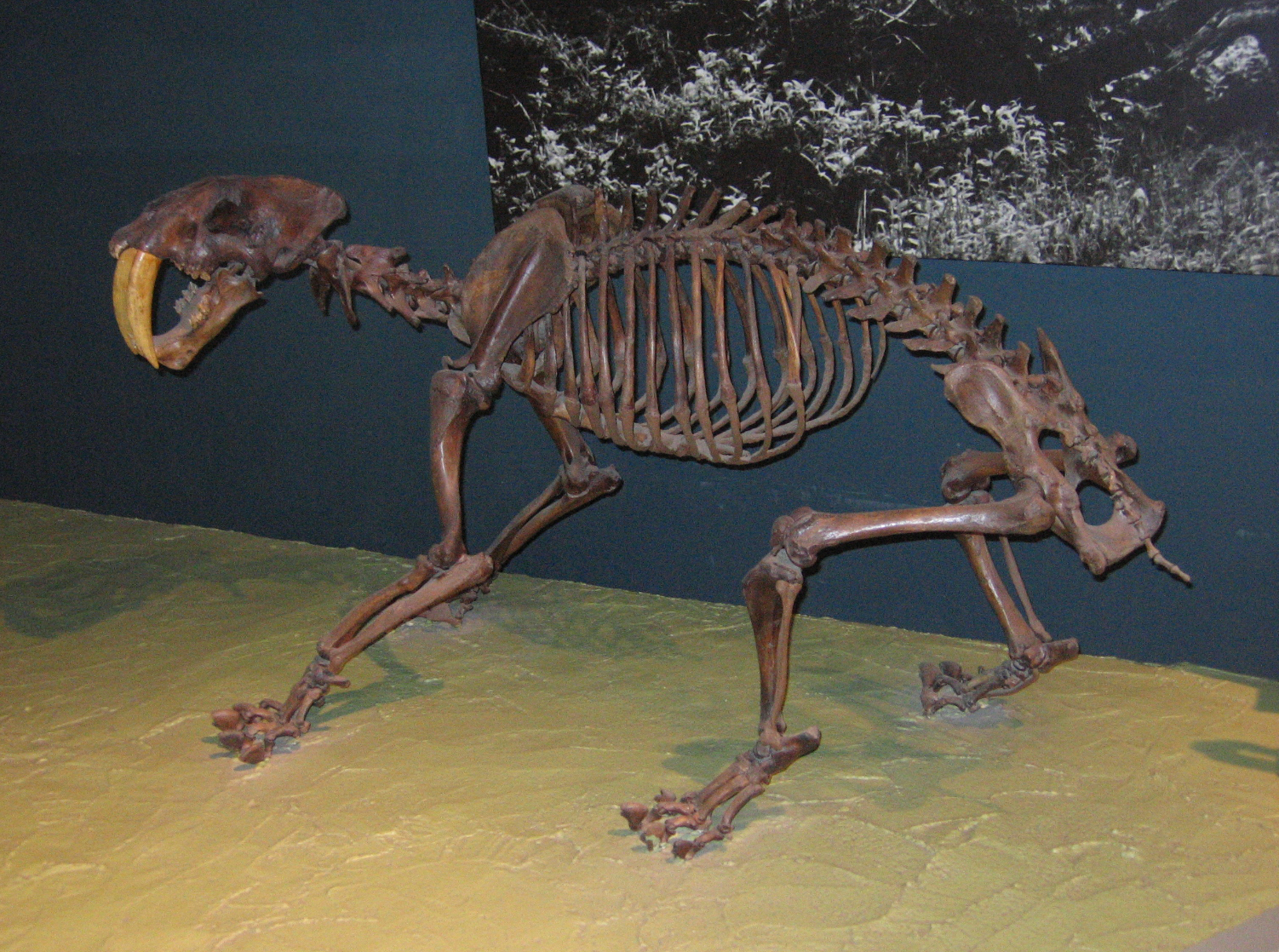
Fòssil de Smilodon, un fèlid de dents de sabre

Un fòssil és un conjunt de restes d'un organisme que visqué en el passat o una traça de les seves activitats que s'ha conservat en roques sedimentàries com a resultat d'un procés fisicoquímic. Aquestes restes es poden transformar o deformar en major o menor mesura. La ciència que estudia els orígens i el desenvolupament de la vida a partir dels fòssils és la paleontologia.
Els fòssils més coneguts són les restes d'esquelets, closques i cuirasses d'animals. Altres tipus de fòssils són les petjades i les impressions que deixen els organismes en els sediments. En un cas extrem, el petroli, un fluid compost d'hidrocarburs d'origen orgànic, s'ha de considerar tant una roca sedimentària com un fòssil químic.
Els fòssils més antics coneguts provenen del sud-est de Groenlàndia i pertanyen a bacteris de fa 3.700 milions d'anys.

## Etimologia i recerca
Ja en l'antiguitat clàssica, escriptors com Empèdocles, Heròdot i Pausànies identificaren els fòssils com a vestigis d'organismes primitius que havien viscut quan el nivell del mar era diferent. En canvi, altres autors, com Plini el Vell i Aristòtil, creien que eren o bé artefactes naturals formats per una força misteriosa —la vis plastica— o bé minerals que maldaven per imitar les formes de les plantes i els animals. En el Renaixement, savis com Bernard Palissy i Leonardo da Vinci també reconegueren els fòssils com el que eren, adduint que, si fossin artificials, tots tindrien la mateixa mida, la mateixa forma i el mateix estat de conservació. En aquesta època, es convertiren en objectes de col·leccionisme preuadíssims. Entre els col·leccionistes més dignes d'esment d'aquesta època hi ha el papa Sixt V, fundador de la col·lecció vaticana, i Hans Sloane, el material del qual esdevindria el germen del Museu Britànic. Al tombant del segle xviii, l'estudi necessari per a la catalogació dels fòssils començà a prendre forma de ciència amb les obres de Boëtius de Boodt i Edward Lhuyd, seguits per Johann Jakob Scheuchzer i Louis Bourguet. Les primeres descripcions de microfòssils també es publicaren cap a aquest període.
El caire científic que anaven prenent les investigacions no impedí que alguns erudits veiessin en els fòssils una demostració de la veracitat d'episodis bíblics com el diluvi universal. A l'altra banda del debat, Georges-Louis Leclerc, comte de Buffon, feu servir la geologia i la biologia com a arguments per refutar el discurs bíblic, estimant l'edat de la Terra en 75.000 anys —una xifra molt inferior a la real, però molt superior als 6.000-8.000 anys que havia defensat tradicionalment l'Església i que eren la xifra comunament acceptada en aquell temps. De totes maneres, ni Buffon ni els seus contemporanis podien concebre la possibilitat que una espècie desaparegués per sempre més, així que atribuïen les restes a animals vivents fins i tot quan provenien de regions molt distants de la seva distribució actual.
L'ús del terme fòssil, que deriva del verb llatí fodere, ‘excavar’, a través del substantiu fossile, ‘allò que és excavat’, fou recuperat al segle xvi per Georgius Agricola, i al·ludeix al seu caràcter de cos enterrat (com a derivat de fossa) i inclou tant les restes de l'organisme com els seus cossos minerals integrats en els materials de l'escorça terrestre. Aquesta curiosa situació es mantingué fins a principis del segle xx, si bé la veritat és que els autèntics fòssils solien diferenciar-se com a fòssils organitzats.
Entre 1667 i 1700 Robert Hooke donà una sèrie de conferències a la Royal Society a Londres en les quals exposà que els fòssils són les restes d'organismes que havien viscut en el passat, i que el seu descobriment en llocs força estranys de l'escorça terrestre s'explica per les reubicacions de terra i mar resultants de terratrèmols. Charles Lyell a Principles of Geology definí els fòssils com a restes d'organismes que havien viscut en altres èpoques i que actualment estaven integrats al mig de les roques sedimentàries, una definició conserva la seva validesa, encara que actualment sol donar-se una major amplitud al terme, incloent-hi les manifestacions de l'activitat de l'organisme, com ara excrements (copròlits) i restes de construccions orgàniques, petjades, impressions de parts del cos (icnofòssils) o, fins i tot, marques de dents, esquelets o troncs.
Els fòssils continuen sent estudiats, utilitzant cada vegada tècniques més modernes. L'aplicació d'aquestes tècniques comporta noves observacions que modifiquen a la vegada plantejaments equivocats. Així, per exemple, després d'una revisió realitzada el 2006 amb tècniques topogràfiques de rajos X, es conclogué que la família que conté els cucs Markuelia tenia una gran afinitat amb els cucs priapúlids, i és adjacent a la branca evolutiva dels priapúlids, nematodes i artròpodes.

## Localització
Existeixen regions de la Terra que són conegudes per la seva particular riquesa en fòssils; per exemple, els esquists de Burgess de la Colúmbia Britànica del Canadà, les calcàries de Solnhofen o els estrats rics en dinosaures de la Patagònia andina xilena i argentina.
A Espanya destaca Atapuerca i Las Hoyas. El primer és un ric jaciment del Plistocè en què s'han trobat, entre d'altres, abundants fòssils d'homínids. El segon és conegut per la presència d'Iberomesornis.

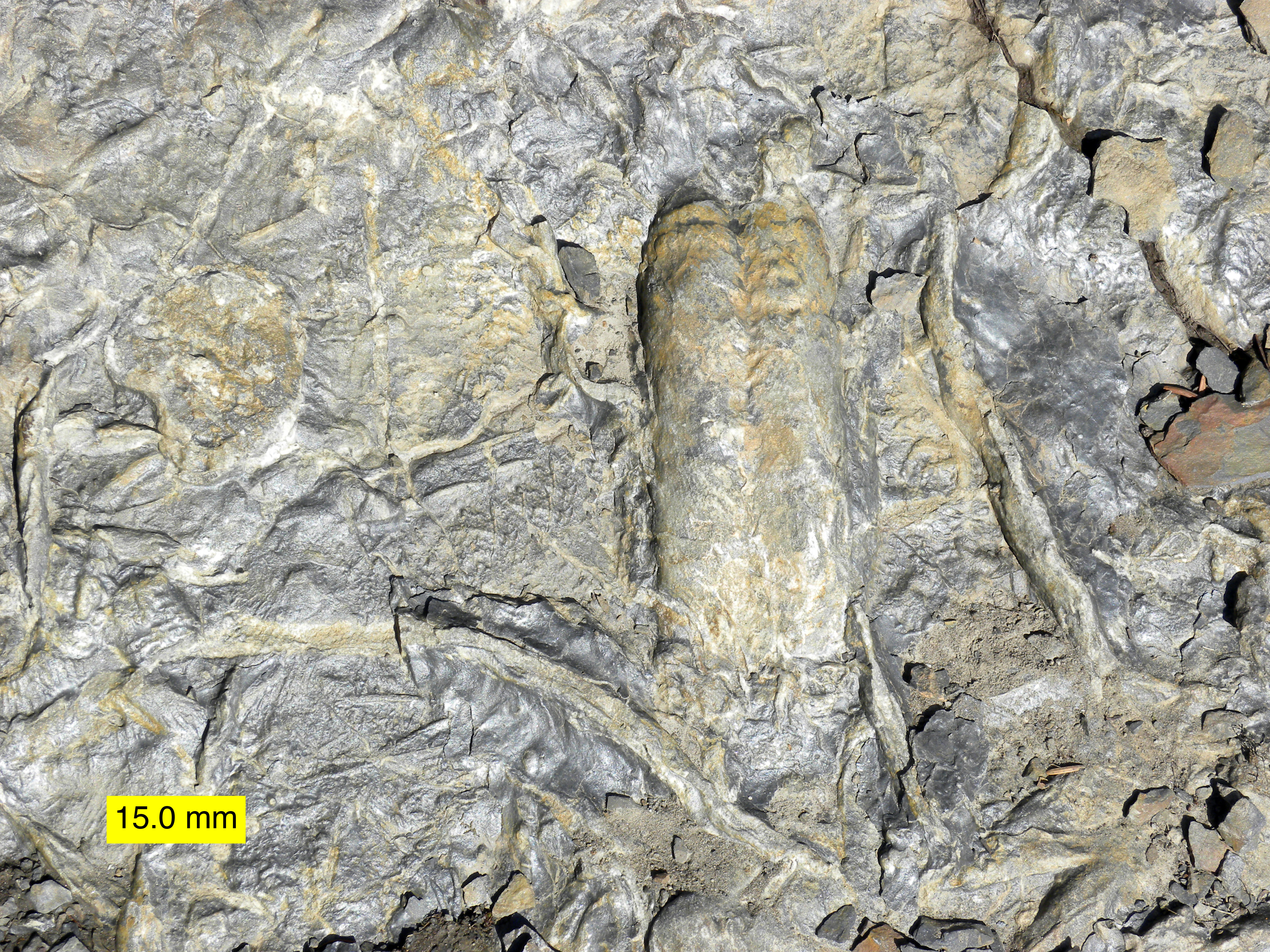
Rusophycus, generalment interpretat com un rastre de trilobits

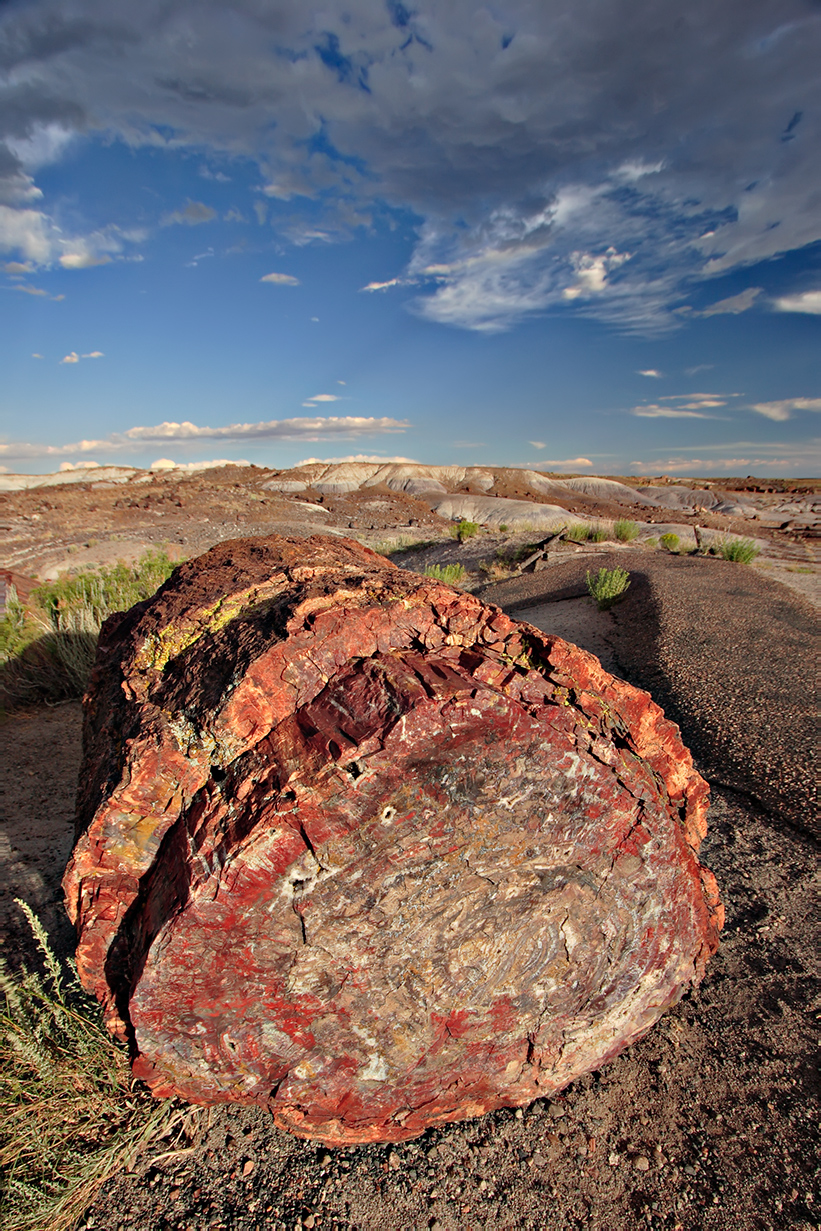
Tronc petrificat d'Araucarioxylon arizonicum. Els materials originals han estat substituïts per altres minerals, sense perdre l'estructura.

Els llocs que presenten una conservació excepcional (a vegades conservant fins i tot els teixits tous) són coneguts com a lagerstätten (‘llocs de repòs’, en alemany).

## Tipus
Els fòssils més antics són els estromatòlits, que consisteixen en roques creades per mitjà de la sedimentació de substàncies, com el carbonat de calci, amb la implicació d'activitat bacteriana. Això s'ha pogut saber gràcies als estudis dels estromatòlits actuals, produïts per mantells microbians. La formació de Gunflint conté abundants microfòssils àmpliament acceptats com a restes microbianes.
Hi ha tot un ventall de classes de fòssils. Els més comuns són les restes de cargols o ossos transformats en pedra. Molts d'ells mostren tots els detalls originals del cargol o de l'os, fins i tot examinats al microscopi. Els porus i altres espais petits de les seves estructures s'omplen de minerals. Els minerals són compostos químics, com la calcita (carbonat de calci), que estaven dissolts a l'aigua. El contacte amb la sorra o el llot en què es trobaven els cargols o els ossos provocà que els minerals ja mencionats es dipositessin als espais de la seva estructura, motiu pel qual els fòssils són tan pesants.
Altres fòssils poden haver perdut totes les marques de la seva estructura original. Per exemple, un cargol originalment de calcita pot quedar dissolt del tot després de quedar enterrat. La impressió que queda a la roca pot omplir-se amb un altre material i formar una rèplica exacta del cargol. En altres casos, el cargol es dissol i tan sols queda el buit a la pedra, una espècie de motlle que els paleontòlegs poden omplir amb guix per descobrir com era l'animal.
Des d'un punt de vista pràctic es distingeixen: 
- microfòssils (visibles al microscopi òptic)
- nanofòssils (visibles al microscopi electrònic)
- macrofòssils o megafòssils (visibles a simple vista)

Els fòssils generalment només mostren les parts dures de l'animal o la planta: el tronc d'un arbre, la closca del cargol o l'os d'un dinosaure o un peix. Alguns fòssils són més complets. Si una planta o animal queda enterrat en un tipus especial de llot que no conté oxigen, algunes de les parts toves també poden arribar a conservar-se com a fòssils.
Els més espectaculars d'aquests fòssils «perfectes» són els mamuts llanuts trobats en sòls congelats. La carn d'aquests animals estava tan ben conservada, que encara es podia menjar després de 20.000 anys. Convencionalment es consideren com a fòssils més recents les restes dels organismes que visqueren a l'acabament de l'última glaciació quaternària (Würm), és a dir, fa uns 13.000 anys. Les restes posteriors (neolític, edat dels metalls, etc.) solen considerar-se com a subfòssils.
Finalment, s'han de considerar també aquelles substàncies químiques incloses en els sediments que són indicadors de l'existència de determinats organismes que les posseïen o les produïen en exclusiva. Suposen el límit extrem de la noció de fòssil i caldria parlar de marcadors biològics o fòssils químics.

### Icnofòssils
Els icnofòssils són restes de deposicions: empremtes, ous, nius, bioerosions o qualsevol altre tipus d'impressió. Són l'objecte d'estudi de la paleoicnologia.
La majoria d'aquests fòssils es forma perquè s'excava en una superfície de sediment i una capa superposada la plena, deixant un motlle.
Els icnofòssils presenten característiques pròpies que els fan identificables i en permeten la classificació com paratàxons: icnogèneres i icnoespècies. Els icnotàxons són classes de pistes fòssils agrupades per les seves propietats comunes: geometria, estructura, mida, tipus de substrat i funcionalitat. Tot i que a vegades diagnosticar l'espècie productora d'un icnofòssil pot resultat ambigu, en general és possible inferir almenys el grup biològic o el tàxon superior al qual pertanyia.
En els icnofòssils es poden identificar diversos tipus de comportament: filotàxia, fobotàxia, helicotàxia, homostròfia, reotàzia i tigmotàxia.
El terme icnofacies fa referència a l'associació característica de pistes fòssils, recurrents en l'espai i en el temps, que reflecteix directament condicions ambientals tals com la batimetria, la salinitat i el tipus de substrat. Les pistes i empremtes d'invertebrats marins són excel·lents indicadors paleoecològics, sent el resultat de l'activitat de determinats organismes, relacionada amb ambients específics, caracteritzats per la naturalesa dels substrats i condicions del medi aquàtic, salinitat, temperatura i batimetria. Especialment, la profunditat del mar condiciona el gènere de vida dels organismes i, per tant, no és d'estranyar que es puguin distingir tota una sèrie d'icnofacies segons la batimetria, on la seva nomenclatura, donada per Seilacher, es refereix al tipus de pistes més freqüents i més característiques de cadascuna.
Un icnofòssil pot tenir diverses interpretacions:
- Filogenètica: Estudia la identitat de l'organisme productor. Dona lloc als paratàxons.
- Etològica: Estudia el comportament de l'organisme productor.
- Tafonòmica: S'interessa per la posició original i els processos taxonòmics patits.
- Sedimentològica: Revela les condicions paleoambientals de la formació.
- Paleoecològica: Estudiada per les icnofacies.

### Microfòssils

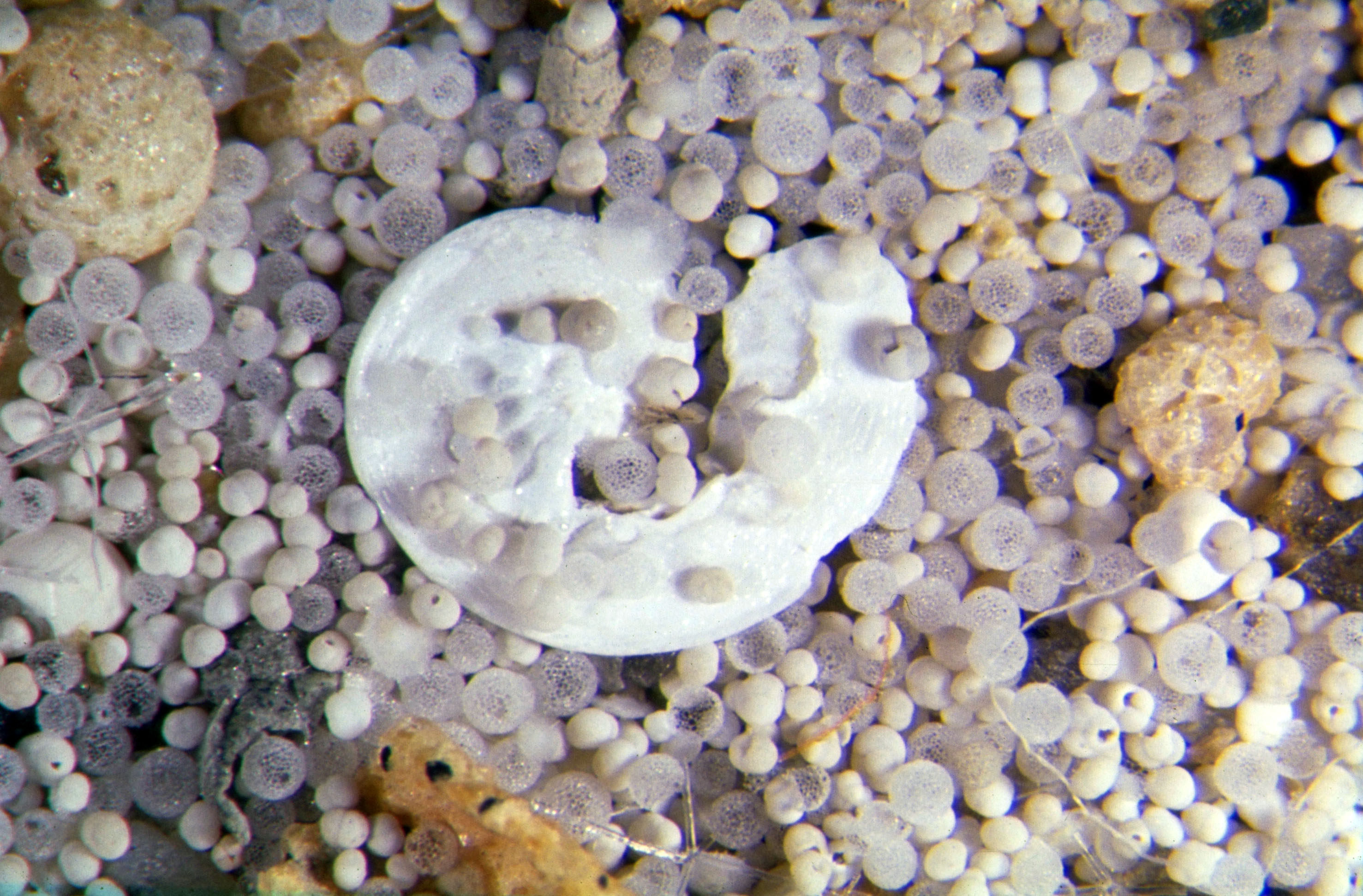
Microfòssils de sediments marins

«Microfòssil» és un terme descriptiu que s'aplica en parlar d'organismes fossilitzats, la mida dels quals és menor a la que es pot veure amb l'ull humà. Normalment s'utilitzen dos diagnòstics per diferenciar els microfòssils eucariotes i procariotes:
- Mida: Els eucariotes són de mida sensiblement més gran que els procariotes (en la seva majoria). Un exemple de microfòssils són els animals marins que formen els quitinozous.
- Complexitat de forma: Les formes més complexes s'associen als eucariotes, ja que tenen citoesquelet.

### Fòssil vivent
Fòssil vivent és un terme informal utilitzat per referir-se a qualsevol espècie vivent que guarda una gran semblança amb una espècie coneguda de fòssils; es podria dir que és com si el fòssil hagués tornat a la vida.
Els braquiòpodes són un exemple perfecte de fòssils vivents. Lingula és un braquiòpode encara vivent que aparegué per primer cop fa uns 500 milions d'anys. Un altre exemple és el celacant; fou una gran sorpresa trobar aquest peix a les costes d'Àfrica el 1938, quan es pensava que portava 70 milions d'anys extint.

## Registre fòssil
El registre fòssil és el conjunt de fòssils existents. És una petita mostra de la vida passada, distorsionada i esbiaixada. No es tracta, a més, d'una mostra aleatòria. Qualsevol investigació paleontològica ha de tenir en compte aquests aspectes, per comprendre què es pot obtenir a través de l'ús de fòssils i què no.

### Representativitat del registre fòssil

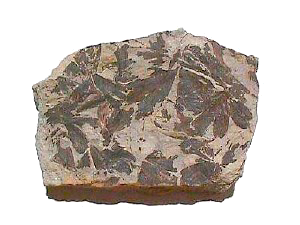
Fotografia de fulles fòssils de la planta Ginkgo biloba

El nombre d'espècies totals, entre plantes i animals, descrites i classificades, ascendeix a 1,5 milions. Aquest nombre segueix en augment, ja que es descobreixen aproximadament 10.000 insectes cada any; existeix una gran diversitat d'insectes, coneixent-se'n unes 850.000 espècies. Pel que fa als ocells, s'estima que només falta un centenar d'espècies per descriure; existeix una gran diversitat d'ells, dels quals es coneixen unes 10.000 espècies d'ocells. Les estimacions sobre les espècies vivents són d'entre dos i cent milions.
Es coneixen unes 300.000 espècies fòssils, és a dir, el 20% del nombre d'espècies vivents conegudes i menys del 6% de les probables. El registre fòssil abasta des de fa 3.500 milions d'anys fins a l'actualitat; no obstant això, el 99% dels seus representants formen part del període que va des de fa 545 milions d'anys fins ara. Són comparacions espectaculars si es té en compte que el registre fòssil abasta centenars de milions d'anys i que la fauna i la flora vivents representen tan sols un instant de temps geològic. Si la conservació dels fòssils fos acceptablement bona, seria previsible que el nombre d'espècies fòssils superés de llarg el nombre d'espècies actuals.
Hi ha diverses explicacions possibles a la pobresa relativa en espècies de fòssils:
- Un fort creixement en la diversitat biològica a través del temps. Això provoca que els experts es preguntin si existia una falta de varietat en el passat geològic.
- Com que la diversitat es mesura pel nombre de tàxons (espècies, gèneres, famílies, etc.) que visqueren durant un interval de temps definit, i com que no tots els temps geològics tenen la mateixa diversitat, s'ha de tenir en compte el fet que algunes parts de la columna geològica són més conegudes que altres. El nombre de paleontòlegs que treballen en el Paleozoic i el Precambrià representen un percentatge baixíssim; no obstant això, l'extensió d'aquests terrenys és considerable.
- Les roques més recents afloren en àrees més grans perquè estan més a prop de la part alta del piló.

Tot suggereix que la diversitat actual pot no ser apreciablement més alta que la mitjana en tot el temps que va des del Cambrià. Per tant, la baixa xifra d'espècies fòssils no es pot explicar satisfactòriament per la idea que la diversitat creix amb el progrés evolutiu. Les espècies s'extingeixen i són substituïdes per altres durant el curs del temps geològic; en aquest sentit, s'ha suggerit un període d'uns dotze milions d'anys per una substitució completa de totes les espècies. La duració dels diferents biocrons estaria entre 0,5 i 5 milions d'anys i, per tant, amb una mitjana de 2,75 milions d'anys del biocron). Finalment, com a conclusió, la quantitat d'espècies fòssils estimada és:
{\displaystyle (5\times 10^{6})\times {\frac {545\times 10^{6}}{2,75\times 10^{6}}}=991\times 10^{6}}

## Fossilització
Perquè una resta corporal o un senyal d'un organisme mereixi la consideració de fòssil cal que es produeixi un procés fisicoquímic que l'afecti, conegut com a fossilització. En aquest procés es poden produir transformacions més o menys profundes que poden afectar la seva composició i estructura. Aquest procés va en funció del temps, en el qual ha de transcórrer un determinat interval a partir del moment de producció de la resta perquè arribi a considerar-se fòssil. La fossilització és un fenomen excepcionalment rar, ja que la majoria dels components dels éssers vius tendeixen a descompondre's ràpidament després de la mort.

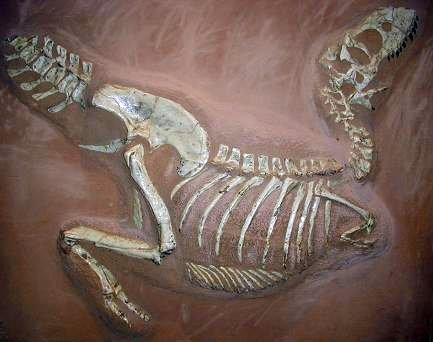
Tarbosaure al Museu de Ciències Naturals de Münster

La permineralització es produeix després de l'enterrament, quan els espais buits d'un organisme (espais que en vida estaven plens de líquids o gas) s'omplen amb aigua subterrània, i els minerals que conté es precipiten, omplint-los. Les restes originals de l'organisme sovint estan completament dissoltes o destruïdes.

### Processos de descomposició
Els processos de descomposició són els principals responsables de la capacitat de preservació. El seu efecte és la raresa amb què es conserven parts orgàniques toves (el 60% dels individus d'una comunitat marina només tenen parts toves). La presència de parts toves són indicatives de condicions sedimentològiques i diagenètiques excepcionals.
Processos de descomposició aeròbica
Els processos aeròbics són els més ràpids i eficients per la biodegradació. Per això, les condicions anòxiques són un requisit previ per la preservació d'organismes lleugerament mineralitzats i de parts toves. La demanda d'oxigen per la descomposició en un medi aeròbic és altíssima (1 mol de C orgànic requereix 106 mols de O₂). Una reacció estàndard seria així:
Efectes de la descomposició
La descomposició és la principal font de la pèrdua d'informació en el registre fòssil i la mineralització és l'única via de frenar-la. Els teixits pot conservar-se com a permineralitzacions, residus orgànics alterats o, amb el deteriorament prolongat, com a empremtes. Si la descomposició supera la mineralització, es destrueixen els teixits i només es conserven reflectits a la quitina, la lignina o la cel·lulosa.
Caracterització de la descomposició
La descomposició en el registre fòssil es pot caracteritzar en tres nivells:
1. Identificació de la descomposició i pèrdua d'informació en l'estructura dels organismes fòssils.
2. Reconeixement dels minerals particulars i els marcadors geoquímics associats als règims particulars de la descomposició.
3. Preservació dels microbis fòssils involucrats en el procés de descomposició.

Origen, acumulació i preservació de la matèria orgànica
La major part es recicla (donant lloc a CO₂) dins de la columna d'aigua, particularment a la zona eufòtica. Una proporció relativament petita de la matèria orgànica produïda passa a formar part dels sediments adjacents, i queda afectada pels modificadors de flux orgànic (bioestratinòmics), que són la fotooxidació, l'activitat microbiana i els organismes detritívors.

### Processos fossildiagènics
La matèria orgànica inclou a més de lípids lliures, biopolímers com: els hidrats de carboni, proteïnes, quitina i lignina, alguns dels quals seran utilitzats pel consum i modificació d'organismes bentònics i diversos microorganismes. La resta, no utilitzada d'aquesta manera, pot patir policondensació per formar geopolímers, i passa a formar part del protoquerogen, precursor del querogen. Amb l'enterrament de sediments, la creixent condensació i insolubilitatzació produeix la lenta conversió diagenètica a querogen, que constitueix el volum de la matèria orgànica en antics sediments.

#### Marcadors biològics i les seves utilitats
Les molècules orgàniques (fòssils químics) són abundants en molts sediments i roques sedimentàries, i es denominen marcadors biològics. Conserven un registre exhaustiu de l'activitat biològica del passat i estan relacionats amb molècules orgàniques actuals. Les possibles fonts de marcadors biològics en mostres geològiques són tantes com molècules es coneixen en els organismes.

#### Roques mare en la generació d'hidrocarburs
Una roca mare és un volum rocós que ha generat o ha estat generant i expel·lint hidrocarburs en quantitats suficients per formar acumulacions de petroli i gas. La majoria de les roques mare potencials contenen entre 0,8 i 2% de carboni orgànic. S'accepta un límit aproximat del 0,4% com el volum més baix de carboni orgànic per la generació d'hidrocarburs, estant l'òptim per sobre del 5-10%. La naturalesa dels hidrocarburs generats depèn fonamentalment de la composició del querogen, que pot estar constituït per dos tipus de matèria orgànica:
- Provinent de restes de plantes terrestres, cas en què els sediments alliberen principalment gas.
- Provinent de medis aquàtics amb bacteris, algues, fitoplàncton i zooplàncton, cas en què es produeix petroli.

### Processos destructius fisicoquímics
La durabilitat dels esquelets és la resistència relativa que tenen a la fractura i destrucció per agents físics, químics o biòtics. Aquests processos destructius poden dividir-se en cinc categories que segueixen un ordre més o menys seqüencial:
1. Desarticulació: És la disgregació d'esquelets constituïts per elements múltiples al llarg de les juntures o articulacions preexistents (pot donar-se fins i tot abans de la mort, com les mudes de molts artròpodes). La descomposició destrueix els lligaments que uneixen les ossícules dels equinoderms en unes poques hores o dies després de la mort. Els lligaments com els dels bivalves, compostos per conquiolines, són més resistents i poden perdurar intactes durant molts de temps malgrat la fragmentació de les petxines.
2. Fragmentació: Es produeix per l'impacte físic d'objectes i per agents biòtics com els depredadors (fins i tot després de la mort) i els carronyaires. Algunes formes de ruptura permeten identificar el predador. Les petxines tendeixen a trencar-se al llarg de línies de debilitat preexistents com les línies de creixement o d'ornamentació. La resistència a la fragmentació és en funció de diversos factors: 
  1. Morfologia dels esquelets.
  2. Composició.
  3. Microestructura, gruix i percentatge de la matriu orgànica.
3. Abrasió: És el resultat del polit i la molta dels elements esquelètics, produint un arrodoniment i una pèrdua dels detalls superficials. S'han realitzat estudis semiquantitatius de les proporcions d'abrasió, introduint petxines en un tambor rotatori amb graves silícies.[26] El seu grau d'intensitat està relacionat amb diversos factors:
  1. L'energia del medi.
  2. El temps de l'exposició.
  3. La mida de la partícula de l'agent abrasiu.
  4. La microestructura dels esquelets.
4. Bioerosió: Només es pot identificar quan està associat a fòssils recognoscibles com les esponges cliones i algues endolítiques. La seva acció destructiva és molt alta en medis marins poc profunds, on es pot observar actualment una pèrdua de pes del 16% al 20% en les petxines de mol·luscs contemporanis. No és clar si aquestes proporcions eren iguals al Paleozoic, quan les esponges cliones eren menys abundants.
5. Corrosió i dissolució: És el resultat de la inestabilitat química dels minerals que formen els esquelets a la columna d'aigua o als poros del sediment. La dissolució pot començar a la interfase sediment-aigua i pot continuar a profunditats considerables dins del sediment. La bioturbació dels sediments normalment afavoreix la dissolució per la introducció d'aigua marina dins del sediment que a la vegada afavoreix l'oxidació de sulfurs.
6. Corrasió: A la pràctica, els efectes de l'abrasió mecànica, la majoria de bioerosions i corrosions són difícils de distingir en els fòssils. Alguns autors proposen el terme de corrasió per indicar l'estat general de les petxines, resultat de qualsevol combinació d'aquests processos. El grau de corrasió proporciona un indici general de temps que les restes han estat exposades a aquests tres processos.

Els processos destructius de desarticulació, fragmentació i corrasió són molt evidents en el registre fòssil. Aquests processos poden afectar de manera diferent els diferents tipus d'esquelets. La majoria dels organismes marins es poden assignar a una de les cinc categories arquitectòniques d'esquelets: massís, arborescent, univalve, bivalve o d'elements múltiples.
- Esquelets massissos: Resistents a la ruptura i molt resistents a la destrucció mecànica. No obstant això, en romandre al sòl marí durant intervals prolongats de temps, presenten sovint efectes de corrasió en major magnitud que altres esquelets.
- Esquelets arborescents: Són els indicadors més sensibles de fragmentació; una absència de ruptura en tals esqueles és un indicador excel·lent de mínima pertorbació de l'ambient sedimentari.
- Esquelets bivalves: Es desarticulen amb relativa rapidesa després de la mort, tot i que aquells amb lligaments de conquiolina poden perdurar articulats durant períodes prolongats.
- Esquelets d'elements múltiples: Són els millor indicadors d'un ràpid enterrament.

Quan s'agafen en conjunt els diferents tipus d'esquelets i les seves sensibilitats als agents destructius, es disposa d'uns excel·lents indicadors dels processos sedimentaris, que es poden utilitzar per definir diferents tafofacies.

### Transport i hidrodinàmica

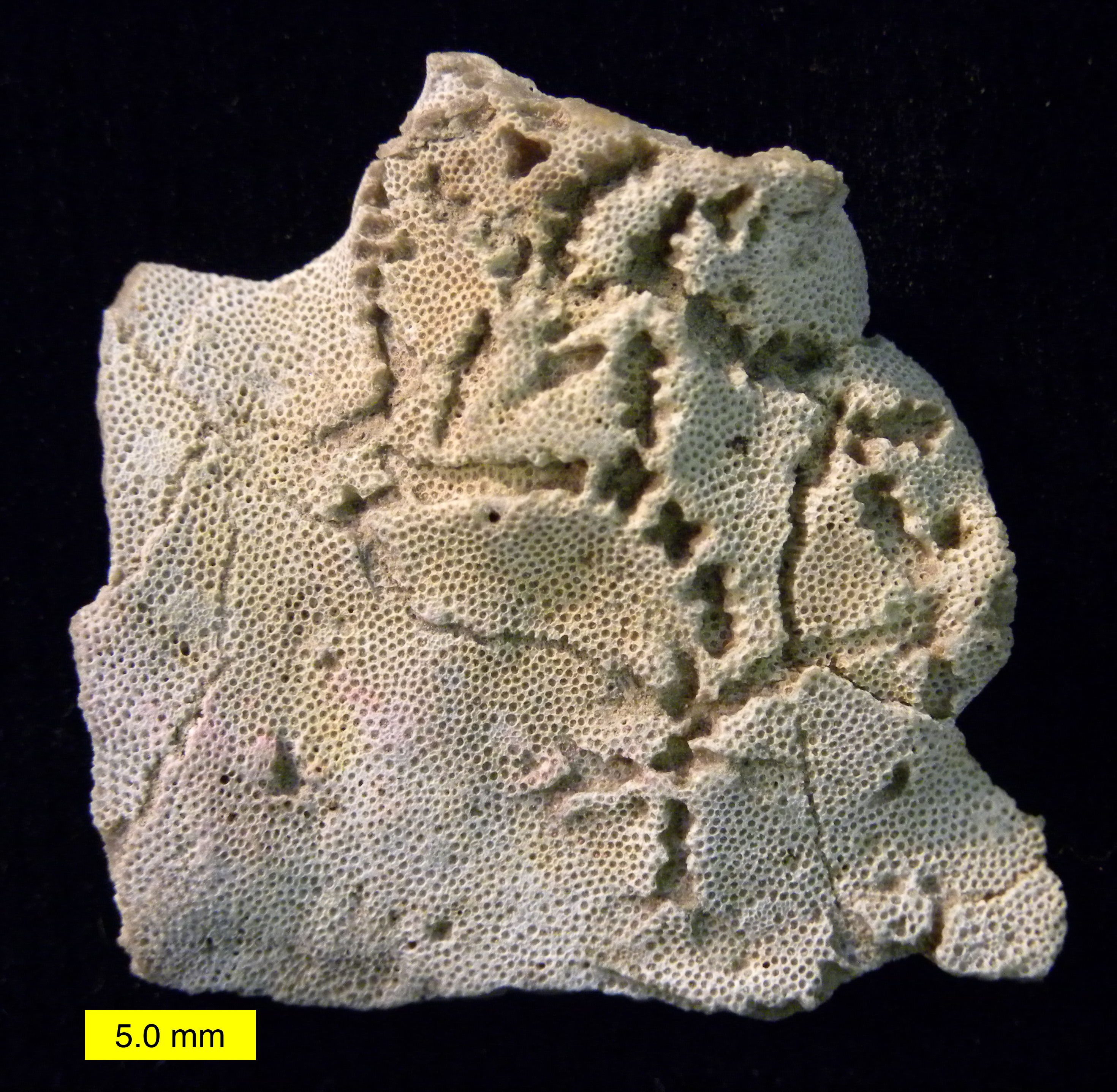
Els forats en forma d'estrella (Catellocaula vallata) en aquest briozou de l'Ordovicià superior representen un cos tou, un organisme preservat per bioimmuració del briozou.

Si considerem com a partícules sedimentàries les restes esquelètiques dels organismes, es poden fer estudis sobre el seu comportament hidrodinàmic (petxines de braquiòpodes, bivalves, gastròpodes, cefalòpodes, ostràcodes i crinoïdeus). En general, es coneix poc del comportament hidrodinàmic d'aquestes parts dures, tan abundants i importants ecològicament en ambients d'aigües poc profundes de medis moderns i del registre fòssil. El comportament hidrodinàmic de les petxines és complex i imprevisible, principalment a causa de la gran diversitat de formes implicades.

### Fossildiagènesi
La comprensió dels processos diagenètics és fonamental per interpretar correctament la mineralogia original, l'estructura d'esquelets i petxines, les seves afinitats taxonòmiques i la seva paleoecologia. Un problema que es planteja amb molta freqüència és deduir quin ha estat la mineralogia original dels grups extints (coralls rugosos, arqueociats, estromatopòrids, etc.). La transició fins a l'estat de fòssil depèn molt de la seva composició esquelètica.
Esquelets carbonats
Després de l'enterrament, el carboni s'altera en major i menor magnitud durant la diagènesi prematura.
Esquelets d'aragonita
L'aragonita normalment es transforma en calcita mitjançant un d'aquests processos principals:
- Dissolució total: si les aigües no estan saturades en carbonats, es produeix la dissolució total d'esquelets i el farcit per la calcita. L'àrea buida reprodueix un motlle de la petxina i no es conserva l'estructura de la petxina. Es poden formar druses amb cristalls cap al centre. El temps que dura el procés és variable.
- Calcificació: en aquest segon cas, els esquelets de les petxines preserven les estructures relictes (diferents capes o lamel·les de les petxines). Fins i tot es poden preservar cristalls sencers d'aragonita que donen una informació molt valuosa. La substitució es produeix de forma gradual i respecta l'estructura original.

Esquelets de calcitaEn general, els esquelets fòssils que estaven constituïts per calcita mantenen sovint aquesta composició original (a menys que s'hagin silicificat o dolomititzat). El contingut en magnesi tendeix a reduir-se, de forma que pot haver-hi alteracions diagèniques amb alt o baix contingut de calcita. Existeixen tècniques especials com la catodoluminescència que permet determinar el seu contingut original a partir d'àrees relictes que han conservat la seva composició original.
Nòduls de carbonat i calices litogràfiquesLa preservació de les parts toves està associada en moltes ocasions amb la precipitació dels carbonats en forma de nòduls i estratificats, com és el cas de les pedres calcàries litogràfiques. Els nòduls carbonats estan constituïts per siderita o calcita i associats a sediments argilosos rics en microorganismes. Contenen fòssils que molt sovint es conserven en tres dimensions. La seva mida varia entre 10 i 30 centímetres, tot i que se n'han trobat de fins a deu metres (fins i tot un plesiosaure sencer). El contingut en microorganismes i la seva putrefacció són factors primaris que controlen el grau d'anòxia, Eh i pH. En presència d'oxigen, la respiració microbiana produeix CO₂ que s'acumula a l'aigua dels porus del sediment, afavorint la dissolució dels carbonats.
{\displaystyle 2H_{2}O+2CaCO_{3}+CO_{2}\Longleftrightarrow 4HCO_{3}^{-}+2Ca}
En l'absència d'oxigen, els bacteris dels sediments utilitzen una sèrie d'oxidants alternatius en el procés de la respiració (Mn, NO₃-, Fe o SO₄²) i quan tots els oxidants han desaparegut són les reaccions de fermentació les que dominen, produint metà. Les calcàries litogràfiques es formen en medis lacustres i marins, són de grau molt fi i finament bandejades. Un exemple són les famoses calcàries de Solnhofen del Juràssic de Baviera que contenen els fòssils d'arqueòpterix. El carbonat d'aquests dipòsits es pot originar a partir d'una font biogènica (com algues calcàries) o com a precipitat químic.
Fòssils pirititzatsLa pirita sedimentària es troba com un component menor de sediments marins clàstics tant actuals com antics. Els estudis en sediments actuals han demostrat que la formació de pirita autigència se sol produir en la diagènesi molt primerenca, a només uns centímetres per sota la interfase aigua-sediment. Un augment de la quantitat de microorganismes i/o la profunditat d'enterrament impedeix la difusió d'oxigen al sediment, i els microorganismes es veuen obligats a respirar anaeròbicament. La mineralització atura la pèrdua d'informació associada a la descomposició de macroorganismes i la precipitació de pirita a la diagènesi primerenca és un medi important per la preservació de fòssils. En els teixits tous com ara músculs o també la quitina, durant la diagènesi primerenca es pot produir la piritització. Quan la descomposició està més avançada i, per tant, és més tardana la formació de pirita, es destrueixen els teixits tous i només es conserven els compostos biològics resistents (anomenats refractaris) com la cel·lulosa i la lignina. Les parts biogèniques dures com les closques (carbonat de calci i de magnesi) i els ossos (fosfat de calci) són algunes de les estructures biològiques més resistents a la descomposició. De les dues, el carbonat de calci és el més inestable i per consegüent el que pot ser substituït amb més probabilitat per la pirita. La pirita sedimentària presenta diverses morfologies:
- Framboides: Agregats esfèrics de microcristalls en forma de cubs i octàgons en sediments argilosos. La seva mida va d'unes poques micres a aproximadament un mil·límetre de diàmetre.
- Sediments pirititzats: Són sediments infilitrats en cavitats biogèniques que han estat consolidades per pirita. Poden arribar a substituir els grans detrítics.
- Rebliment de cavitats: El rebliment per pirita euhedral de cavitats és molt comú en sediments argilosos. Aquestes cavitats constitueixen en molts casos l'espai que ocupaven mol·luscs, braquiòpodes i alvèols d'ossos.
- Incrustacions: Són precipitacions a la superfície exterior dels fòssils.
- Textures pseudomòrfiques: La pirita pot substituir tant minerals detrítics com fòssils, incloent-hi també la preservació d'estructures sedimentàries, caus i copròlits.

La formació de pirita està controlada per la concentració de carboni orgànic, sulfats i minerals detrítics fèrrics. En un ambient marí normal, els minerals fèrrics i els sulfats estan presents en abundància i la formació de pirita és controlada pel subministrament de carboni orgànic. Tanmateix, en ambients d'aigua dolça la formació de pirita està molt limitada per la baixa concentració de sulfats.
Preservació fòssil com a fosfat primari
El fòsfor és un element fonamental per la vida. Es concentra en teixits durs, com els ossos o algunes cutícules, però més sovint en parts toves. Per tant, no sorprèn que estigui implicat en la fossilització. L'esquelet dels vertebrats es compon principalment d'hidroxilapatita (Ca10(PO₄)₆(OH)₂). Alguns OH poden ser substituïts localment per ions de F-, sobretot a les dents, produint una hidroxifluorapatita menys soluble. Les cuirasses fosfàtiques dels invertebrats tenen composicions similars amb alguna variació. La composició dels ossos fòssils conté més fluor. El volum mitjà de fluor en els ossos dels peixos marins i d'aigua dolça és respectivament de 4.300 ppm i 300 ppm, mentre que els fòssils en contenen 22.100 i 19.900 ppm.
Esquelets calcarisEls esquelets de carbonat de calci poden passar a apatita sense cap canvi en la morfologia externa. En ambients naturals, aquesta alteració diagenètica està associada a dipòsits de fosfats. La transformació bacteriana d'organismes calcaris en apatita ha estat demostrada al laboratori. Aquestes observacions i experiments fan pensar en el següent possible mecanisme:
1. El fòsfor necessari per substituir el carbonat per l'apatita procedeix dels microorganismes del sediment.
2. Els microorganismes (bacteris, algues, fongs) promouen la descomposició, alliberant ions fosfat i acidificant l'aigua intersticial dels sediments (aquesta acidificació pot ser molt localitzada, i promou la dissolució dels carbonats). El fosfat alliberat es combina amb el calci per formar apatita, que es forma preferentment a la interfase carboni/microorganisme, substituint el carboni dissolt. Aquesta substitució preserva la forma externa de la closca original i, igual que en la fossilització de l'apatita primària, el fluor té un paper important, sent la composició final carbonat-fluor-apatita.

Esquelets silicis
La fosfatització de sílice primària també apareix en alguns esquelets de radiolaris, tot i que aquest procés encara no és ben conegut.
L'examen microscòpic de mostres de fosforites mostra que molts microorganismes mancats de cuirassa mineralitzada (algues, fongs, bacteris, etc.) mineralitzen com a apatita, tot i no tenir cap precursor mineral. Un exemple ben conegut són els copròlits fosfatitzats, en què la mateixa matèria orgànica és substituïda per apatita que conserva la forma exacta de l'objecte, com ara les estries de contracció d'alguns copròlits. La fosfatització de parts toves també és freqüent; se'n coneixen molts exemples en artròpodes (copèpodes, ostràcodes) que apareixen en nòduls calcaris i fosfàtics dins de calcàries nodulars, o en copròlits de grans vertebrats.
Estudis en fosforites i sobre la síntesi experimental de l'apatita han permès realitzar una estimació de les condicions probables en la fossilització de l'apatita. A causa de les seves necessitats d'estabilitat, l'apatita es forma preferentment en un ambient deficient en oxigen, a vegades fins i tot en condicions totalment reductores, com ho indica la seva freqüent associació amb pirita. Aquest ambient es crea fàcilment en medis amb abundant matèria orgànica, que és alhora la principal font de fòsfor.
La sílice pot substituir la calcita i l'aragonita de les closques i permineralitzar la fusta. També pot formar nòduls o capes de sílex, substituint sediments carbonatats o precipitant-se directament, embolicant o reblint fòssils o fins i tot restes de bacteris, microfòssils orgànics i plantes que es preserven excepcionalment, com al sílex de Rhynie (Escòcia).
Hi ha tres maneres habituals de substitució mineral de la closca:
- Com una escorça blanca granular
- Com una substitució finament granular

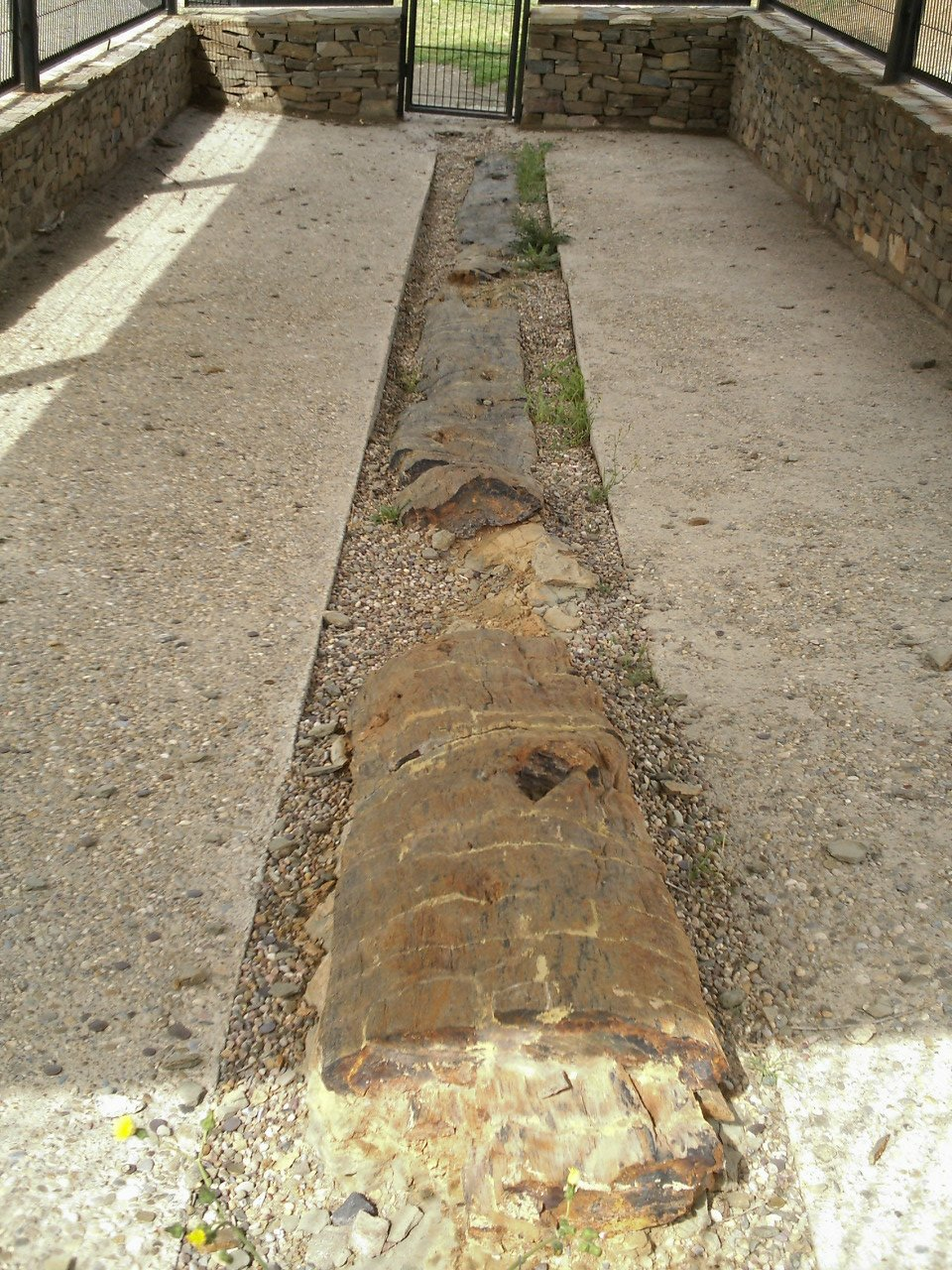
Tronc d'arbre fossilitzat a Cornago, La Rioja (Espanya)

- Com anells concèntrics de sílice

Plantes fòssilsLes plantes es componen de diverses parts (tija, branques, arrels, fulles, pol·len, fruits, llavors, etc.), algunes de les quals se separen durant la vida, mentre que d'altres ho fan després de la mort. Una comprensió adient dels processos de dispersió que afecten aquestes parts és molt important en la interpretació correcta de les associacions paleoflorístiques. Estudis sobre la dispersió de fulles pel vent demostren que és determinada pel seu pes i forma.
Les restes vegetals es poden conservar de diverses maneres:
- Permineralització
- Preservació del material original
- Carbonització

## Importància científica
S'ha demostrat la possibilitat d'extreure ADN antic i amplificar-lo mitjançant la reacció en cadena de la polimerasa. L'evolució d'aquests coneixements ha estat molt ràpida, ja que si a l'acabament de la dècada del 1990 hi havia reticències sobre la veracitat de les restes fòssils d'ADN, l'any 2000 ja existien publicacions i s'havia establert una metodologia. Aleshores, ja s'havien extret seqüències curtes de fòssils de neandertals i mamuts. Anys després, també hi ha una miríada d'exemples en plantes i fins i tot bacteris. Així, Golenberg i el seu equip aconseguiren una seqüència parcial d'ADN de cloroplast pertanyent a un fòssil de Magnolia latahensis. Tanmateix, s'ha mantingut la controvèrsia sobre la fiabilitat dels procediments utilitzats. Aquest ADN antic permetria establir relacions filogenètiques entre diferents tàxons, a més de facilitat una visió global de les branques evolutives. A més, facilita l'estimació de la taxa de mutació existent entre tàxons relacionats. Els mètodes proposats són:
- Extracció d'ambre: Aquest suggeriment, en un principi inviable i fictici, fou alimentat en la fantasia popular a través del llibre (i posterior pel·lícula) Parc Juràssic. En aquest llibre se suggeria que insectes xucladors atrapats en ambre podien preservar magníficament l'ADN d'altres animals, com per exemple dinosaures. De manera sorprenent, s'ha comprovat que aquesta tècnica dona resultat. Fins i tot s'ha extret ADN conservat en insectes amb una antiguitat superior a 100 milions d'anys.[36]
- Extracció de cristalls en ossos: S'ha observat que a vegades es formen cristalls als ossos. Científics han demostrat que l'ADN contingut en aquests cristalls es conservava en un estat relativament bo.[37]
- Extracció directa del fòssil: Científics argentins asseguren que l'ADN es conserva fins i tot durant milions d'anys, de manera que es troba directament a les restes.[38]

A més del seu interès en la paleontologia, els fòssils tenen una importància considerable en geologia. Com que cada espècie fòssil ha viscut en una època determinada, aproximadament coneguda, la seva presència en una capa del terreny permet datar-la. Així, efectivament, les escales cronològiques utilitzades en l'estratigrafia han pogut ser fonamentades en la successió i l'evolució de les espècies al llarg dels temps geològics.
Tal és la seva importància, que la tafonomia és la disciplina que s'especialitza en l'estudi de la formació dels fòssils.